# Église Saint-Étienne de Fligny
L'église Saint-Etienne de Fligny est une église fortifiée de Thiérache située à Fligny, France. 

## Description
L'abside constitue une grosse tour plus large que la nef et construite au XVIe siècle, ultérieurement à cette nef. Une tourelle ronde lui est accolée. le chœur est surmonté d'une salle-refuge. Les murs comportent de nombreuses meurtrières.

## Localisation
L'église est située au milieu du village de Fligny, dans le département français des Ardennes. Elle se trouve légèrement en contrebas.

## Historique
Les fortifications du XVIe siècle ont pu être financées par les moines de Bucilly ou le duc de Guise.
L'église est une succursale de Signy-le-Petit.